# プリティー・レックレス
プリティー・レックレス（The Pretty Reckless）は、アメリカ合衆国ニューヨークで結成されたオルタナティヴ・ロックバンドである。アメリカの女優・モデルのテイラー・モンセンがボーカル及びリーダー、ギターはベン・フィリップス、ベースはマーク・ダモン、ドラムはジェイミー・パーキンスがそれぞれ担当する。当初は同年代の少年らと「レックレス」として活動していたが、かなり初期の段階で商標問題から「プリティー・レックレス」に改名した。

初期の未発表曲
A.D.D.
Blender.
Blonde Rebellion.
Bleeding.
Chaotic Sanity.
Everybody Wants Something From Me.
He Loves You.
Heart.
Only You[from "Frankenweenie" soundtrack].
Panic.
Sleeze Sister.
Superhero.
SUS (Shut Up Slut).
Void And Null.
Victory[from "FIX Ministory movie "].
Where Did Jesus Go?.
Ugly People.
Good Girls(go to heaven).
Paper...?
2010年5月13日に発売のデビュー・シングル「メイク・ミー・ワナ・ダイ」が、イギリス・ロック・チャートで1位を獲得し、批評家から肯定的な評価を得た。同年8月31日、アルバム『ライト・ミー・アップ』でメジャーデビューをする。

## 略歴

### 結成〜アルバム『ライト・ミー・アップ』のリリース：2008年 - 2010年

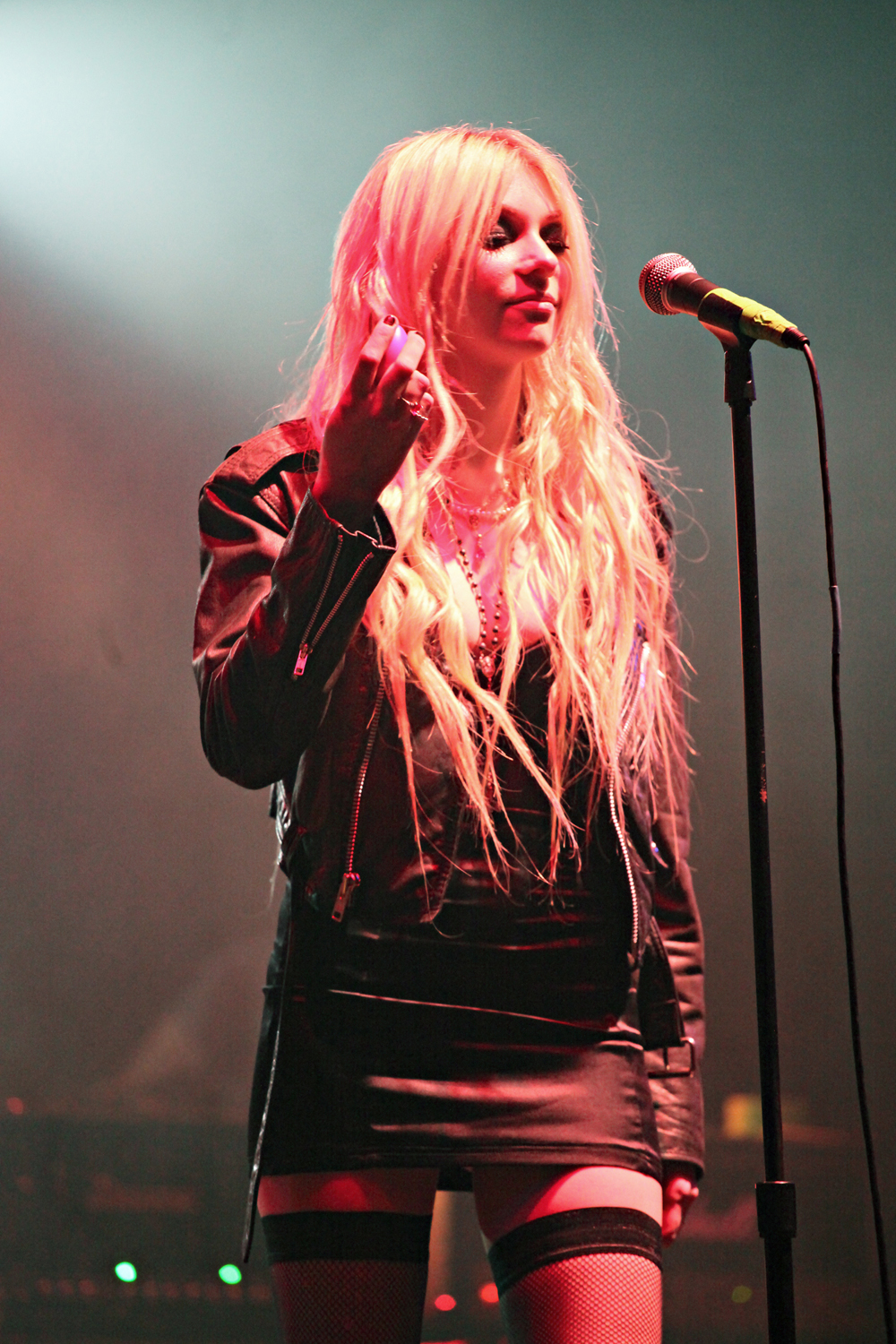
ワードプ・ツアー キックオフにて

2008年10月、モムセンは音楽プロデューサーのケイトー・カンドゥワラ（約十年間をともにしたがバイク事故の影響により、2018年4月25日永眠）とソングライターのベン・フィリップスと会った。後に楽曲製作に協力してくれていたバンド「フェイマス」のメンバー、ベンとマークとジェイミーを「もう一つバンド作らない？」と引き抜く形で現在のプリティー・レックレスになった。
彼女はバンドをしていた友人に手伝ってもらい、2009年の5月5日、ニューヨークはロウアーイーストサイドにあるThe Annex.で、モムセン率いるバンドとして初めてのライブを行った。
７回程そのような形でライブをした後、2009年にジョン・セコロ、マット・チャレリ、ニック・カルボーネと正式にバンドを結成し、同じくThe Annex.で同年6月3日に始動した。上半期にはいくつかのデモをレコーディングしたり、2009年9月 G-STAR RAW S/S　2010　NYFWに当時モムセンが呼ばれていたため何日かバンド演奏もしていた。
人気姉妹デュオだったザ・ヴェロニカズの北米ツアーに同行した。これが初めてのライヴツアー。
モムセンはよりロックを追求するために、メンバーと音楽性の違いを感じたのと新しいバンドを結成することになり、2010年6月4日付けで、セコロらバンドメンバー３人と別れた。初期のバンドと比較して、その後のプリティー・レックレスはよりダークなスタイルである。
2009年、モムセンは雑誌『OK!』のインタビューにおいて、バンドがインタースコープ・レコードを契約し、2010年にアルバムを発表することを明かした。バンドはインタスコープとの契約を発表した後、新たにレコーディングしたデモ曲「He Loves You」「Zombie」を彼らのMySpaceに公開した。
モムセンは別のインタビューで、バンドのサウンドについて言及した。それは「人々が期待しそうにないもの」であり、暗くて重いを特徴とするが、「より軽い、楽しいもの」だと述べた。MTVのインタビューにおいて、バンドビートルズやオアシス、オーディオスレイヴ、サウンドガーデン、ニルヴァーナといったグランジに、更にモムセン個人としてジョーン・ジェットや、デボラ・ハリー、カート・コバーン、コートニー・ラブ、シェリー・カーリーらに影響を受けているという。
2009年12月30日に楽曲「メイク・ミー・ワナ・ダイ」を、インタスコープの彼らの公式ホームページ上で期間限定でファン向けに無料配信され、翌2010年8月に発売されるアルバムへの先行シングルとして、5月17日にデビュー・シングルとして発売された。公開の映画『Kick-Ass』のサウンドトラックとして起用された。この年の4月9日にヴァンズ・ワープド・ツアー、翌月1日にはバンブーズル・ミュージック・フェスティバルに参加した。
2010年6月22日、アルバムに向けての1枚目のEP『プリティー・レックレス』が発売された。大多数の批評家は歌詞とプロデュースを称賛したが、音楽雑誌『ローリング・ストーン』はサウンドを「ジェネリック」と分類した。EPに収録された「メイク・ミー・ワナ・ダイ」「ゾンビ」「マイ・メディシン」「ゴーイン・ダウン」はデビューアルバムにも収録されている。最初のシングル「メイク・ミー・ワナ・ダイ」は2010年5月17日に発売され、イギリス・ロック・チャートで6週間連続1位を獲得した。バンドはMySpaceで、デビュー・アルバムの題名が『ライト・ミー・アップ』に決定した事とアルバムに収録される楽曲名を公開した。アルバムはカンドゥワラがプロデュースし、全ての楽曲はフィリップスが手がける。アルバムは2010年8月30日にイギリス、翌31日に全世界で発売される。
2010年8月9日、デジタル・スパイが2枚目のシングルとして「ミス・ナッシング」が発表されると公表した。それは同年7月22日にイギリスのラジオ局BBCラジオ1で排他的に放送された。バンドはヴァンズ・ワープド・ツアーのパフォーマンスの後、それが次のイギリスのシングルとして発売されることを明かした。同年7月22日、VEVOで同曲のミュージックビデオが初公開された。

### ツアー『Going To Hell』の開催〜最新シングル「Messed Up World」のリリース:2014年 - 2015年
1stアルバムとLPのMiss nothing ツアーを2011年、2ndアルバムを引っ提げてのGoing  To Hell ツアーを2014年に行った。
2014年、音楽性の違いにより、インタースコープ・レコードから、Razor & Tieに移籍。それにともない、日本のレコード会社もビクターエンタテインメントに移籍。自主レーベルGoin' Down inc.を設立。
2014年3月12日、制作中に東海岸を中心に被害を出したハリケーンサンディによりNJはホーボーケンにあったWater Music Studioが水没、停電を経験した事から命名されたセカンドアルバムGoing To Hell をリリース。iTunes限定で、Only Youをリリース。
『私たちはそれぞれの人生で色んな信じられない出来事を経験してきたから、ひと言でそれを表したかった。それで、“地獄に堕ちる(Going to Hell)"がピッタリかな、って。― テイラー・モムセン
「アルバムが形になってきていたのに、ハリケーンがスタジオや俺たちの制作したすべてを奪っていった。大量の水に部屋は破壊され、50万ドル分の機材は汚水と泥の中に埋まり、ほとんどすべてを一瞬で失ってしまったんだ」
― ベン・フィリップス
「私たちは精神的に打ちのめされたうえ、大規模停電で真っ暗になったニューヨークを見て、言葉を失ったわ。どの道も、暗闇に包まれているのを見て、このタイトルを思いついたの…。とても強烈だった…」― テイラー
バンドは自分たちを抑えることをせず、アルバム制作に取り組んだ。
「境界なんてないという考えで、このアルバムに取り組んだの。何の形式にも囚われず、流行も追わなかった。言いたいことを言っただけ。これが私たちだから」』
またTAKE ME DOWNは、ギターテクニックの為に十字路で悪魔に魂を売り27歳で死を遂げたというロバート・ジョンソンの「クロスロード伝説」、モムセンが好きな映画でもある、ウォルター・ヒル監督クロスロードをモチーフに、モムセンのブルースへの造詣の深さが表された楽曲など、より深い内面の暗さを写した作だが、モムセンは全ての作品の受け取り方は、聴き手に任せている。
2014年ゴールデン・ゴッズ・アワードで三曲を演奏し、モムセンが女性ロッカーのジョーン・ジェット&ザ・ブラックハーツとZZ Topのギタリスト、ビリー・ギボンズと共演。
2014年9月ビクターからのニュース。最新シングルMessed Up Worldが全米ロック・ラジオ・チャートで見事1位にランクイン。前シングルHeaven Knowsも同チャートで1位
を獲得したためこれが全米チャート二曲目のナンバーワン。長いアメリカの音楽史において、「女性ボーカルを擁し、全米ロック・ラジオ・チャートに二曲送り込んだロック・バンド」は、80年代から活躍し続け、2005年にロックの殿堂入りを果たした伝説的バンドプリテンダーズのみ。つまり、今回の首位獲得は、アメリカ音楽史上二組目の快挙という歴史的偉業を遂げた。こののち日本のレコード会社はユニバーサル・ミュージック・ジャパンへ移った。
2015年、2月14日から3月15日までニッケルバックのツアーにサポート入りする。海外ファンからはかなりの不評。4月から6月はHalestormに、5月はRock in Rioのサポートを務める。
2015年11月から新曲制作、2016年4月に終了。

### アルバム『Who You Selling For』のリリース〜再びシングル「テイク・ミー・ダウン」がヒット:2016年 - 2020年
2016年7月7日、発売予定のサードアルバム『Who You Selling For』から新曲 ｢Take Me Down｣ を一部公開、その後全曲を公開した後に、｢Oh My God｣、｢Prisoner｣もプレセールとしてダウンロード販売された。
シングル「テイク・ミー・ダウン」が再び米Billboardのメインストリーム・ロック・ソング・チャートで首位を獲得し、「ヘヴン・ノウズ」「メスト・アップ・ワールド」「フォロー・ミー・ダウン」のシングルカットが１位となりプリティー・レックレスは、「デビューから連続で4作のシングルをチャートの1位に送り込んだ初めてのバンド」となった。
2016年 10月21日に、Who You Selling Forを世界同時発売。これまでの、XXXX、↓十字に加え、TPRを一文字で表した新たなロゴをバックに翌22日のAfter Shock Festival からUSツアーを開始。12月6日まで回り、2017年1月からは、ヨーロッパや南米など、秋頃まで世界ツアーを行う。その後はまたレコーディングに入ると言われている。
7月17日にオハイオ州クリーブランドで行われた、Alternative Press Music Awards 2017で、ノミネートされていた BEST HARD ROCK ARTIST を受賞しスピーチとパフォーマンスを披露した。
2017年5月17日夜から18日にかけて前座をしていたSoundgardenのクリス・コーネルが、ミシガン州デトロイトでのサウンドガーデンのライブ終了後に自殺。
2018年4月25日には、十年間プロデューサーを務めたカンドゥワラがバイク事故により死去などバンド、モムセンにとっても悲報が続いた。
しばらくの休暇の後、10月頃に４作目のレコーディングに入るとモムセンより発表された。
2019年、亡くなったコーネルのトリビュートライブがLAで催され、モムセンも歌い上げた。２月現在ファンと交流しつつTPR4として、制作中である。
2020年7月　Heaven knows 100万枚を売り上げプラチナム認定を受けた。

### アルバム『Death By Rock And Roll』のリリース:2020年 -
2020年 2月中旬 約１年かけたTPR4のレコーディングを終えたと投稿された。
In this moment のマリア・ブリンクに招かれ、Halestormのリジー・ヘイルと共に３人でQueenの名曲を収録した。
新たなプロデューサーとゲストを迎えた約４年ぶり、４作目となるアルバム発表と早急なツアーの為、FEARLESS RECORDS(5月5日発表。2018年5月の時点で、Razor＆TieはConcord MusicのFearless Recordsレーベルの出版社として活動)と新たに契約していたが、世界的な2019新型コロナウイルス流行を受け上半期の予定を中止。
5月15日 新アルバムと同名の、シングルカットとなる「Death By Rock And Roll」を有料音楽サービスで世界配信。モムセン自身が今年27歳を迎えること、クリス・コーネル、バイク事故により急逝したカンドゥワラ、多くの著名人が27歳で亡くなるという27CLUBへのオマージュとしての意図があるのではないかとされている。
シングルとしてのDbRnRは、モムセンと組む前のFamousメンバーとケイトーが作っていたものをアレンジしたものである。
アルバム全作を通して人生をインスピレーションとし、今までより詩的で曖昧な意味合いだが、全体的に人生観や愛、やはり死についての詞が散見される。
モムセン自身が過去に好んでいた楽曲の解説が、アーティスト側とは異なったことから、今までも歌詞の意味は解説せずに聴き手に任せるモムセンは、今回もリードシングル発売以降いずれの曲についても明言はしていない。

16日雑誌Kerrang!との電話インタビューが公開された。
満を持して2月12日にアメリカやヨーロッパで、2月24日に対訳日本盤が発売された。
今作で女性フロントロックバンドとして初の売上４作連続１位を獲得した。

現在のレーベルであるソニーのディスコグラフィーより、「デス・バイ・ロックンロール」は全米ロック・チャートの1位に駆け上り数週その座を維持した。同曲はバンドのキャリア史上5つ目のナンバー1シングルとなり、ペーパー誌、ラウドワイヤー(注：HR/HM系音楽サイト)、CNN、フォーブス誌等で絶賛された。また、彼らはアクティヴ・ロックのラジオフォーマットで女性がフロントマンを務めるバンドとして初めて連続でナンバー1シングルを獲得し、女性がフロントマンを務めるアーティストとしてUSビルボード・チャートの首位に5つのシングルを送りこむ快挙を成し遂げ、その存在感を際立たせている。
UKロックチャートでは2月19日ロック&メタルチャート、アルバム売上で１位を記録。ドイツでもアルバム売上で５位についた。その後、メインストリームロックエアプレイチャートでシングル６作１位を記録。Only Love Can Save Me Now 『愛だけが私を救うことができる』も、シングルカットし７作１位へと記録更新、売り上げ記録を更新する度にビニール盤の色を変えて限定生産をしている。

アルバムには、トム・モレロ（レイジ・アゲインスト・ザ・マシーン、オーディオスレイヴ）、マット・キャメロン（サウンドガーデン、パール・ジャム）、キム・セイル（サウンドガーデン）も参加。
2021年5月27日 iHeart RadioのRock Artist of The Year Award を受賞。
現在バンドは、公式HPとして、FB,Twitter,Instagram,幾つかのYouTubeアカウントを保持し、マーク以外のメンバーが個別アカウントを持っている。

## ディスコグラフィー
|      | 発売日         | タイトル                                                        | 収録曲                                                                      |
| ---- | -------------- | --------------------------------------------------------------- | --------------------------------------------------------------------------- |
| 1st  | 2010年4月14日  | 『Make Me Wanna Die』                                           | 1. Make Me Wanna Die 2. Zombie                                              |
| 2nd  | 2010年8月18日  | 『Miss Nothing』                                                | 1. Miss Nothing 2. Make Mw Wanna Die(acoustic ver.)                         |
| 3rd  | 2010年12月23日 | 『Just Tonight』                                                | 1. Just Tonight 2. Just Tonight(acoustic ver.) 3. Just Tonight(Music Video) |
| 4th  | 2012年12月7日  | 『Kill Me』                                                     | 1. Kill Me                                                                  |
| 5th  | 2013年12月19日 | 『Heaven Knows』                                                | 1. Heaven Knows                                                             |
| 6th  | 2014年4月22日  | 『Messed Up World』                                             | 1. Fucked Up World 2. Messed Up World(F'd Up World)                         |
| 7th  | 2014年11月18日 | 『Follow Me Down』                                              | 1. Follow Me Down                                                           |
| 8th  | 2016年7月15日  | 『Take Me Down』                                                | 1. Take Me Down                                                             |
| 9th  | 2016年9月9日   | 『Oh My God』                                                   | 1. Oh My God                                                                |
| 10th | 2017年6月13日  | 『Back to the River(feat.Warren Haynes)』                       | 1. Back to the River(feat.Warren Haynes)                                    |
| 11th | 2020年5月15日  | 『Death by Rock and Roll』                                      | 1. Death by Rock and Roll                                                   |
| 12th | 2021年1月8日   | 『And So It Went(feat.Tom Morello)』                            | 1. And So It Went(feat.Tom Morello)                                         |
| 13th | 2021年6月22日  | 『Only Love Can Save Me Now(feat.Kim Thayil and Matt Cameron)』 | 1. Only Love Can Save Me Now(feat.Kim Thayil and Matt Cameron)              |

|     | 発売日        | タイトル                | 収録曲 |
| --- | ------------- | ----------------------- | --- |
| 1st | 2010年6月22日 | 『The Pretty Reckless』 | 1. Make Me Wanna Die 2. My Medicine(Single ver.) 3. Goin' Down                                                                    |
| 2nd | 2012年3月2日  | 『Hit Me Like a Man』   | 1. Make Me Wanna Die(live in London) 2. Hit Me Like a Man 3. Under the Water 4. Since You're Gone(live in London) 5. Cold Blooded |

|     | 発売日         | タイトル                   | 収録曲 |
| --- | -------------- | -------------------------- | --- |
| 1st | 2010年8月27日  | 『Light Me Up』            | 1. My Medicine 2. Since You're Gone 3. Make Me Wanna Die 4. Light Me Up 5. Just Tonight 6. Miss Nothing 7. Goin' Down 8. Nothing Left to Lose 9. Factory Girl 10. You 11. Zombie(※日本盤ボーナストラック) 12. Make Me Wanna Die(acoustic ver.) (※日本盤ボーナストラック) 13. Far from Never(※日本盤ボーナストラック)                                                                                                   |
| 2nd | 2014年3月12日  | 『Going to Hell』          | 1. Follow Me Down 2. Going to Hell 3. Heaven Knows 4. House on a Hill 5. Sweet Things 6. Dear Sister 7. Absolution 8. Blame Me 9. Burn 10. Why'd You Bring a Shotgun to the Party 11. Fucked Up World 12. Waiting for a Friend 13. Kill Me(Momsen,Phillips,Kato Khandwala ver.)(※日本盤ボーナストラック) 14. Going to Hell(live acoustic)(※日本盤ボーナストラック) 15. Sweet Things(acoustic)(※日本盤ボーナストラック) |
| 3rd | 2016年10月21日 | 『Who You Selling For』    | 1. The Walls Are Closing In / Hangman 2. Oh My God 3. Take Me Down 4. Prisoner 5. Wild City 6. Back to the River(feat.Warren Haynes) 7. Who You Selling For 8. Bedroom Window 9. Living in the Storm 10. Already Dead 11. The Devil's Back 12. Mad Love 13. The Devil's Back(demo ver.)(※日本盤ボーナストラック) |
| 4th | 2021年2月12日  | 『Death by Rock and Roll』 | 1. Death by Rock and Roll 2. Only Love Can Save Me Now(feat.Kim Thayil and Matt Cameron) 3. And So It Went(feat.Tom Morello) 4. 25 5. My Bones 6. Got So High 7. Broomsticks 8. Witches Burn 9. Standing at the Wall 10. Turning Gold 11. Rock and Roll Heaven 12. Harley Darling |
| 5th | 2022年11月4日  | 『Other Worlds』           | 1. Got So High(Remix) 2. Loud Love 3. The Keeper(feat.Alain Johannes) 4. Quicksand(feat.Mike Garson) 5. 25(Acoustic) 6. Only Love Can Save Me Now(Acoustic) 7. Death by Rock and Roll(Acoustic) 8. Halfway There(feat.Matt Cameron) 9. (What's So Funny 'Bout) Peace,Love and Understanding 10. Harley Darling(Acoustic) 11. Got So High                                                                               |

### アルバム
| 2010                                      | Light Me Up         | - 発売日: 2010年8月27日 - レーベル: Interscope - フォーマット: CD, digital download - 全米売上: 13.2万枚      | 65 | 71 | 57 | 167 | 18 | 48 | —  | 6  | - UK: シルバー  |
| 2014                                      | Going to Hell       | - 発売日: 2014年3月12日 - レーベル: Razor & Tie - フォーマット: CD, LP, digital download - 全米売上: 22.5万枚 | 5  | 20 | 5  | 46  | 45 | 50 | 19 | 8  | - CAN: ゴールド |
| 2016                                      | Who You Selling For | - 発売日: 2016年10月21日 - レーベル: Razor & Tie - フォーマット: CD, LP, digital download - 全米売上: 1.9万枚 | 13 | 33 | 12 | 90  | —  | —  | 24 | 23 |                 |
| "—"は未発売またはチャート圏外を意味する。 |                     | |    |    |    |     |    |    |    |    |                 |

### EP
| 年     | アルバム                                                                            |
| ------ | ----------------------------------------------------------------------------------- |
| 2010年 | プリティー・レックレス - 発売日:2010年6月22日 - レーベル:インタースコープ - 規格:CD |

### シングル
| 年     | 作品名                   | 最高順位 | 最高順位 | 最高順位 | 最高順位 | 収録アルバム         |
| 年     | 作品名                   | US       | UK       | UK Rock  | AUS      | 収録アルバム         |
| ------ | ------------------------ | -------- | -------- | -------- | -------- | -------------------- |
| 2010年 | メイク・ミー・ワナ・ダイ | 4[a]     | 16       | 1        | 79       | ライト・ミー・アップ |
| 2010年 | ミス・ナッシング         | –        | 39       | –        | –        | ライト・ミー・アップ |
| 2010年 | ジャスト・トゥナイト     | –        | –        | 15       | –        | ライト・ミー・アップ |

a  Hot Singles Sales chartのみチャート入り。

### ミュージック・ビデオ
| 年     | 題名                     | 監督                   |
| ------ | ------------------------ | ---------------------- |
| 2010年 | メイク・ミー・ワナ・ダイ | メイアート・エイヴィス |
| 2010年 | ミス・ナッシング         | メイアート・エイヴィス |
| 2010年 | ジャスト・トゥナイト     | メイアート・エイヴィス |